# 無量寺 (さいたま市緑区)
無量寺（むりょうじ）は、埼玉県さいたま市緑区にある真言宗智山派の寺院。

## 歴史
1615年（元和元年）、源慶法師によって開山された。同年の大坂の陣による豊臣氏滅亡で、大坂方の残党一派が当地に入植、新しい村（北原村）が形成されつつあった。この北原村の発展に連動する形で寺が創建された。
当寺の本尊は如意輪観音であるが秘仏である。通常は拝することができないが、特別に拝観を許されたインデックス編集部によれば、「金色に輝く姿はまさに秘仏と呼ぶにふさわしいものです。」とのことである。江戸時代中期の作と伝えられる。

## 交通アクセス
- 路線バス北原橋停留所より徒歩2分。